# Morte de Marlise Muñoz
Marlise Nicole Muñoz (20 de agosto de 1980 - 28 de novembro de 2013)  foi uma mulher americana no centro de uma controvérsia de ética médica entre novembro de 2013 e janeiro de 2014. Ela teve uma suspeita de embolia pulmonar e foi declarada em morte cerebral. Por estar grávida, os médicos de um hospital do Texas mantiveram o seu corpo em um ventilador na unidade de terapia intensiva, apesar da pronúncia de morte cerebral. O marido de Muñoz entrou em uma batalha legal para tirá-la do suporte de vida. Uma lei do Texas restringe a aplicação de diretrizes antecipadas de vontade em pacientes grávidas, mas o marido de Muñoz argumentou que a lei não era aplicável porque sua esposa estava legalmente morta. Um juiz ordenou que o hospital removesse o suporte de órgãos e a sua morte clínica ocorreu em 26 de janeiro de 2014.

## Contexto
Em 26 de novembro, Erick Muñoz encontrou a sua esposa de 33 anos inconsciente na sua casa e levou-a às pressas para o Hospital John Peter Smith. A causa da sua condição foi especulada como uma embolia pulmonar. No hospital, também foi determinado que ela estava com 14 semanas de gestação. De acordo com os advogados do hospital, Marlise estava em morte cerebral desde 28 de novembro. No Texas, a morte cerebral é considerada a definição legal de morte.
Marlise, uma paramédica como o seu marido, já havia dito a ele que, em caso de morte cerebral, ela não gostaria de ser mantida viva artificialmente. Embora ela tenha sido declarada morta, a condição do seu feto era desconhecida. Não ficou claro se o feto sofreu algum ferimento por causa da queda ou do período de tempo decorrido antes do seu corpo se estabilizar no hospital.

## Batalha legal
Erick Muñoz fez uma petição para que Marlise fosse retirada de todas as medidas de suporte de vida assim que a morte cerebral fosse declarada. O hospital recusou, citando uma lei do Texas que exigia que medidas de cuidados fossem mantidas se uma paciente estivesse grávida - mesmo que houvesse documentação escrita de que isso era contra a vontade da paciente ou de seus parentes. Erick Muñoz entrou com uma ação na justiça estadual.
Em janeiro de 2014, os advogados de Erick Muñoz argumentaram que o feto tinha anormalidades graves causadas pela privação de oxigênio e era provavelmente inviável. As extremidades inferiores do feto estavam deformadas a ponto de não ser possível determinar o sexo. O feto também tinha líquido se acumulando dentro do crânio (hidrocefalia) e possivelmente tinha um problema cardíaco. Um advogado que ajudou a reescrever a lei estadual do Texas, citada como justificativa para manter o suporte vital, disse que havia um problema com a aplicação da lei a um paciente que não estava mais vivo.
A 24 de janeiro de 2014, o juiz RH Wallace Jr. determinou que o hospital devia desligar o suporte de vida de Muñoz até 27 de janeiro. O juiz não se pronunciou sobre a constitucionalidade da lei estadual, mas, em vez disso, concluiu que a lei não se aplicava a pacientes falecidos como Muñoz.
Vários estados adotaram leis que restringem a capacidade dos médicos de desligar o suporte artificial de vida de pacientes grávidas em estado terminal. Doze desses estados (incluindo o Texas) têm a mais restritiva dessas leis, que invalidam automaticamente a diretiva antecipada de uma mulher se ela estiver grávida. Essas leis estabelecem que, independentemente da progressão da gravidez, a mulher deve permanecer em tratamento de suporte de vida até o parto.
Marlise Muñoz foi retirada do suporte de vida às 11h30 do dia 26 de janeiro de 2014. Todas as funções respiratórias restantes cessaram imediatamente e todas as funções cardíacas terminaram alguns minutos depois. O seu corpo foi liberado para a sua família. Erick Muñoz decidiu chamar o feto de Nicole, o nome do meio de sua esposa.